# Valentina Giallongo
Valentina Giallongo (Siracusa, 4 novembre 1986) è una pallamanista italiana.

## Carriera

### Giocatore

#### Club
Cresciuta nella Pentapoli Siracusa, passa all'EOS Siracusa della presidente Maria Zocco. 
Con le aretusee nella stagione 1999-2000 si laurea Campione d'Italia. 
Dopo la scomparsa dell’EOS indossa diverse maglie, Hybla Major Avola, Salerno, Messana , HC Floridia, (dove vincerà  il campionato di Serie A2) 
Dal 2018 torna a giocare a Siracusa, alla Pallamano Aretusa, militando nel campionato di Serie A2.